# Космологический естественный отбор
Космологический естественный отбор, также называемый «размножением вселенных», — гипотеза, предложенная американским физиком-теоретиком Ли Смолиным и являющаяся научной альтернативой антропному принципу, вариантом объяснения тонкой настройки Вселенной. Смолин впервые предложил эту идею в 1992 году и обобщил её в книге, рассчитанной на непрофессиональную аудиторию, под названием «Жизнь космоса», опубликованной в 1997 году, и затем развил в книге «Возвращение времени» 2014 года.

## Гипотеза
Модель, напоминающая дарвиновскую теорию эволюции, рассматривает вопрос о том, почему наша Вселенная обладает особыми свойствами, которые позволяют ей быть сложной и жить. Гипотеза предполагает, что процесс, аналогичный биологическому естественному отбору, действует на самых больших масштабах. Основная идея Смолина состоит в том, что законы физики должны меняться (эволюционировать) со временем. В качестве одного из возможных сценариев того, как это может происходить, он предложил следующую модель. Всякий раз, когда в какой-то вселенной возникает чёрная дыра, то есть сингулярность, из этой сингулярности путём Большого взрыва рождается новая вселенная (но в своём пространстве-времени, а не в исходном). При возникновении новой вселенной ей передаются «по наследству» законы физики и значения фундаментальных констант вселенной-предка, но с небольшими случайными «мутациями», то есть отклонениями от исходных значений. Те вселенные, чьи законы физики не позволяют образовываться устойчивым системам (атомам, звёздам, вращающимся вокруг них планетам и т. д.), вследствие этого не формируют чёрные дыры, а значит, не оставляют «потомства». И наоборот, те вселенные, чьи законы физики позволяют образовываться, например, звёздам, вырабатывающим углерод, производят много чёрных дыр, а значит, и вселенных-потомков, которым передают по наследству свои законы физики. Таким образом идёт космологический естественный отбор вселенных по способности формировать макроскопические тела, звёзды, углерод, а значит и жизнь.
Например, чтобы могли образоваться чёрные дыры, должны образоваться устойчивые звёзды. Для этого пространство должно иметь три макроскопических (не компактных) измерения, Вселенная должна просуществовать достаточно долго. А чтобы этих чёрных дыр произвелось как можно больше, Вселенная должна быть ещё и достаточно большой. Если бы звёзды не могли производить углерод, то они не могли бы превращаться в чёрные дыры, а значит, в ходе космологического естественного отбора законы физики должны настроиться и на производство углерода. И так далее. Другими словами, получается, что те свойства Вселенной, которые нужны для образования как можно большего числа чёрных дыр, подходят и для развития жизни. Таким образом, свойства Вселенной в ходе космологического естественного отбора настроились для формирования чёрных дыр, а возможность возникновения жизни — «побочный эффект» этого процесса.
По мнению Смолина, его модель лучше, чем антропный принцип, объясняет «тонкую настройку Вселенной», необходимую для появления жизни, так как имеет два важных преимущества.
1. В отличие от антропного принципа, модель Смолина имеет физические следствия, которые поддаются проверке наблюдениями. Смолин утверждает, что наблюдения уже много раз могли бы опровергнуть его теорию, но пока что этого не произошло.
2. Жизнь во множественных вселенных возникает не случайным образом, а закономерно: больше «потомков» в ходе отбора имеют те вселенные, параметры которых приводят к возникновению большего числа чёрных дыр, и эти же параметры, по предположению Смолина, благоприятствуют возможности зарождения жизни.

## Критика
Ряд физиков и философов отнеслись к идее Смолина достаточно скептически. Оппонентом Смолина выступил и известный космолог Леонард Сасскинд, который, тем не менее, оценил эту гипотезу достаточно высоко. Дискуссия Смолина и Сасскинда (2004) о роли антропного принципа в науке вызвала большой интерес научной общественности.